# L'Équipe
L'Équipe (pronunciat [lekip], que significa 'L'Equip' en francès) és un diari francès d'àmbit nacional dedicat a l'esport, propietat d'Éditions Philippe Amaury. El diari es dedica a la cobertura del futbol, el rugbi, l'automobilisme i el ciclisme. El seu predecessor va ser L'Auto, un diari esportiu de caràcter general el nom del qual no reflectia cap interès concret, sinó l'entusiasme de l'època per les carreres de cotxes.
L'Auto va donar origen a la carrera ciclista per etapes del Tour de França el 1903 per augmentar-ne la difusió. El mallot groc del líder de la carrera (francès: mallot jaune) es va instituir el 1919, probablement per reflectir el distintiu paper groc en què es publicava L'Auto. La competició que s'acabaria convertint en la Lliga de Campions de la UEFA també va ser obra d'un periodista de l'Èquipe, Gabriel Hanot.
És un dels periòdics esportius més prestigiosos d'Europa i el 2004 esdevingué el diari estatal de més gran tiratge de França, per damunt fins i tot dels generalistes Le Monde i Le Figaro.

## Història
L'Auto i, per tant, L'Équipe, deu la seva vida a un escàndol francès del segle xix en què es va veure embolicat el soldat Alfred Dreyfus: el Cas Dreyfus. Amb matisos d'antisemitisme i paranoia de postguerra, Dreyfus va ser acusat de vendre secrets al vell enemic de França, els alemanys.
La divisió de la societat, que insistia en la seva culpabilitat o la seva inocència -finalment va ser absolt, però només després que uns judicis arreglats el desterressin a un camp de presoners en una illa-, la divisió va estar a punt de provocar una guerra civil i encara té els seus ressons a la societat francesa moderna.
El diari esportiu més gran de França, Le Vélo, barrejava la cobertura esportiva amb el comentari polític. El seu director, Pierre Giffard, creia que Dreyfus era innocent i així ho va manifestar, cosa que va provocar un agre desacord amb els seus principals anunciants. Entre ells hi havia el fabricant d'automòbils Comte de Dion i els industrials Adolphe Clément i Édouard Michelin.
Frustrats per la política de Giffard, van planejar un diari rival. L'editor era un destacat ciclista de carreres, Henri Desgrange, que havia publicat un llibre de tàctiques i entrenament ciclista i treballava com a publicista per a Clément. Desgrange tenia un caràcter fort, però li faltava confiança, i dubtava tant del Tour de França fundat en nom que es va mantenir allunyat de la carrera pionera el 1903 fins que va semblar ser un èxit.